# Matelea ligustrina
Matelea ligustrina là một loài thực vật có hoa trong họ La bố ma. Loài này được (Decne.) Morillo mô tả khoa học đầu tiên năm 1984.